# Ménédème de Pyrrha
Pour les articles homonymes, voir Ménédème.
Ménédème de Pyrrha (Lesbos) (grec ancien : Μενέδημος; c. 350 av. J.-C.) est un philosophe grec du IVe siècle av. J.-C., membre l'Académie de Platon, à l'époque de Speusippe. À la mort de Speusippe en 339 avant notre ère, une élection a eu lieu pour la prochaine direction de l'Académie. Ménédème et Héraclide du Pont perdent de justesse face à Xénocrate. Ménédème part de l'Académie, et crée sa propre école.